# Bryn Mawr-Skyway
Bryn Mawr-Skyway è un census-designated place (CDP), situato nello stato di Washington degli Stati Uniti, nella contea di King.